# Museo e tesoro del duomo di Monza

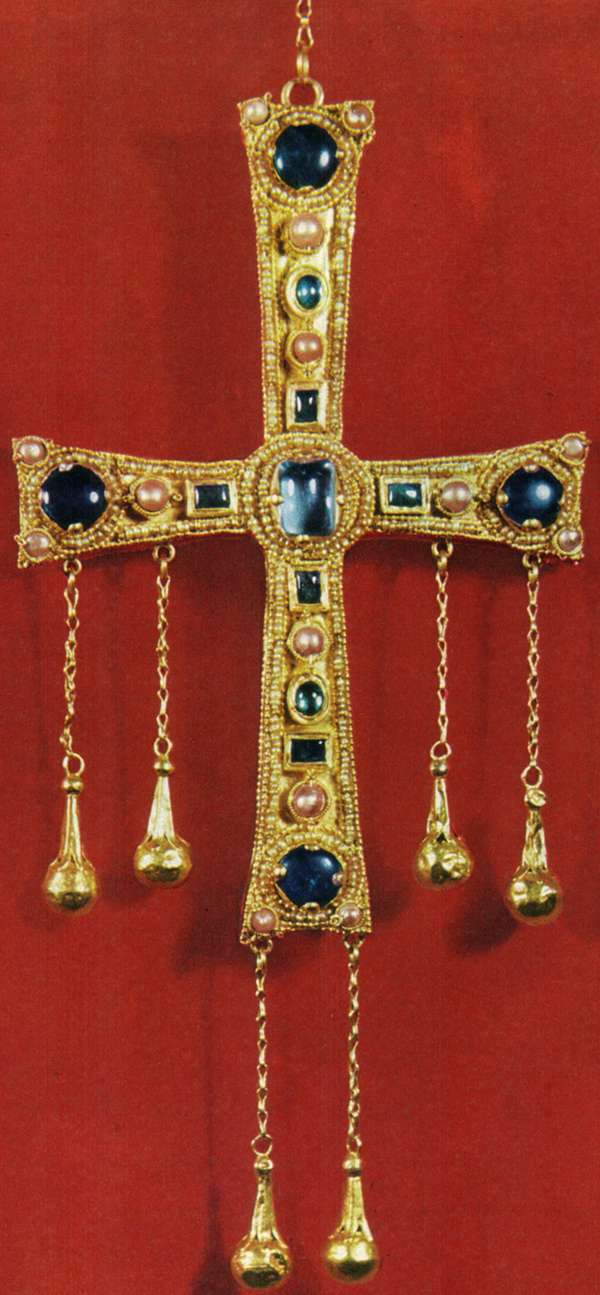
La croce di Agilulfo
VII secolo

Il Museo e tesoro del duomo di Monza, già Museo capitolare del duomo Filippo Serpero, è un museo italiano con sede a Monza.

## Storia
Istituito nel 1963 come Museo Serpero, il Museo si sviluppa come struttura ipogea sotto il Chiostrino del Duomo. Il progetto dell'architetto I. Battistoni è manifestamente ispirato al modello del Museo di S. Lorenzo a Genova di Franco Albini. L'originaria struttura è stata notevolmente ampliata e riaperta al pubblico nel 2007. Vi si accede da via Lambro, a sinistra della facciata del Duomo.
Il museo conserva opere celeberrime dell'antichità e dell'alto medioevo, a partire dalla dotazione di suppellettili liturgiche donata dalla regina dei Longobardi Teodolinda. Il tesoro è stato successivamente arricchito da Berengario I re d'Italia e dai Visconti.
Tra il 1797 e il 1815, a seguito delle spoliazioni napoleoniche, il tesoro fu requisito e trasferito a Parigi nel Cabinet des Médailles della Bibliothèque nationale, da cui ha fatto successivamente ritorno a Monza dopo il Congresso di Vienna. Alcuni oggetti, come la Corona di Agilulfo e l'Evangelario di Ariberto, tuttavia non fecero più ritorno, probabilmente rubati e fusi per ricavarne l'oro nel 1804.
La nuova sede del museo, realizzata su progetto architettonico dell'architetto Cini Boeri e museologico di Roberto Cassanelli, è interamente sotterranea e presenta una nutrita serie di opere d'arte dal Trecento al Novecento. Questa parte è intitolata Museo Gaiani.

## Opere principali
- Affresco della Messa
- Ampolle dei pellegrini
- Arazzi con le storie di san Giovanni Battista
- Bibbia di Alcuino
- i sei busti reliquiari, raffiguranti le martiri Santa Giustina e Sant'Aquilina, i vescovi Sant'Ambrogio e San Carlo Borromeo, i papi San Pietro e San Gregorio I, eseguiti in argento sbalzato e cesellato nel 1663 dall'orafo milanese Aloisio Alessi su commissione dell'Arciprete Vela[senza fonte]
- Calice di Gian Galeazzo Visconti
- Chioccia con i pulcini
- Corona di Teodolinda
- Croce di Teodolinda (detta anche «di San Gregorio Magno»)
- Croce di Agilulfo
- Croce di Berengario
- Dittico di Stilicone
- Dittico di Claudiano
- Dittico di re Davide e san Gregorio
- Evangeliario di Teodolinda
- Legatura di Berengario
- Reliquiario del dente di san Giovanni Battista
- Spada di Estorre Visconti
- Statua di san Giovanni Battista
- Tabernacolo in avorio  (XV secolo)
- Tazza di zaffiro

Nel museo sono inoltre conservati due pani d'argento donati da Napoleone Bonaparte all'offertorio della messa per la sua incoronazione a re d'Italia, avvenuta il 26 maggio 1805 nel duomo di Milano.

## Galleria d'immagini

Dittico di re Davide e san Gregorio avorio, VI secolo
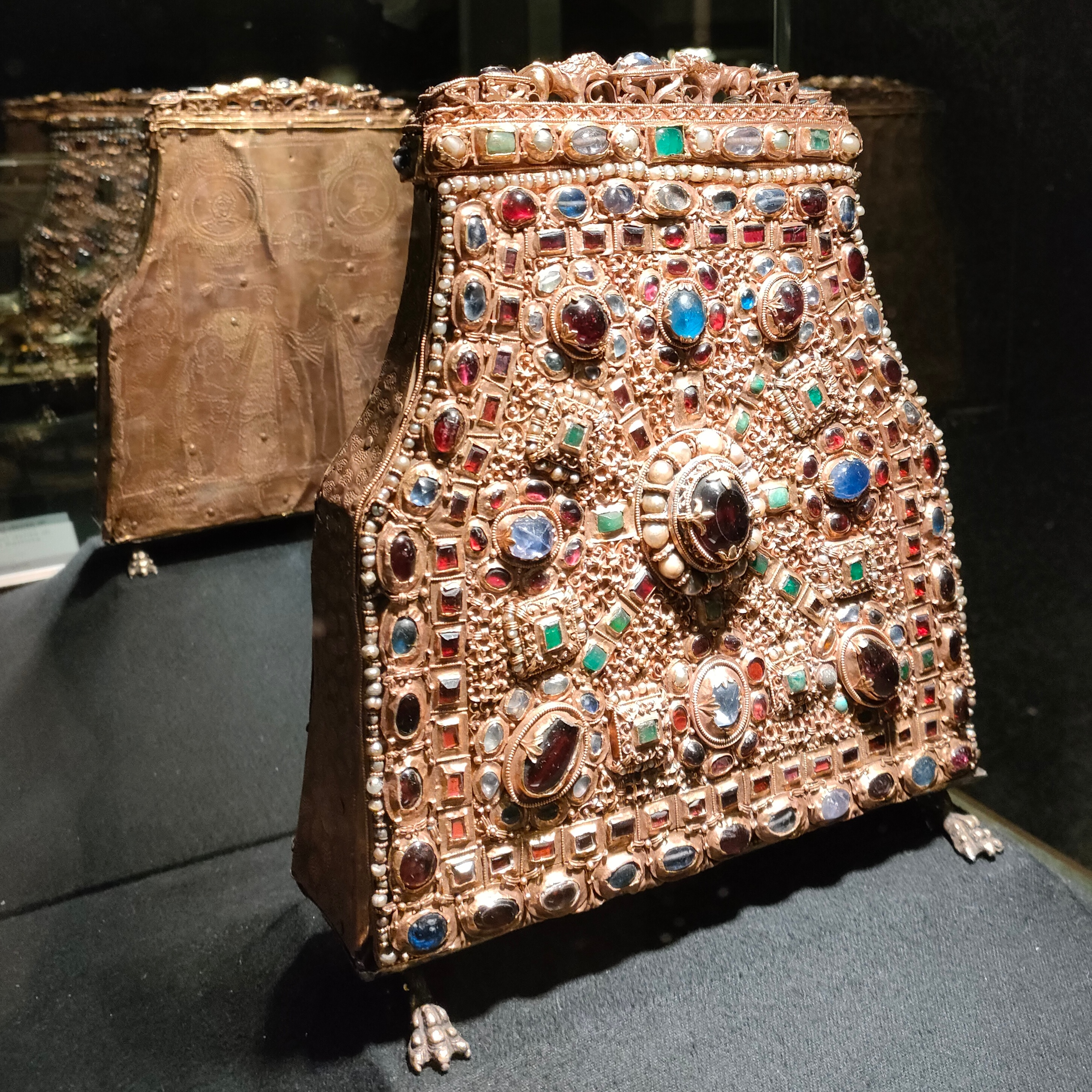
Reliquiario del dente di san Giovanni Battista
Croce di Teodolinda
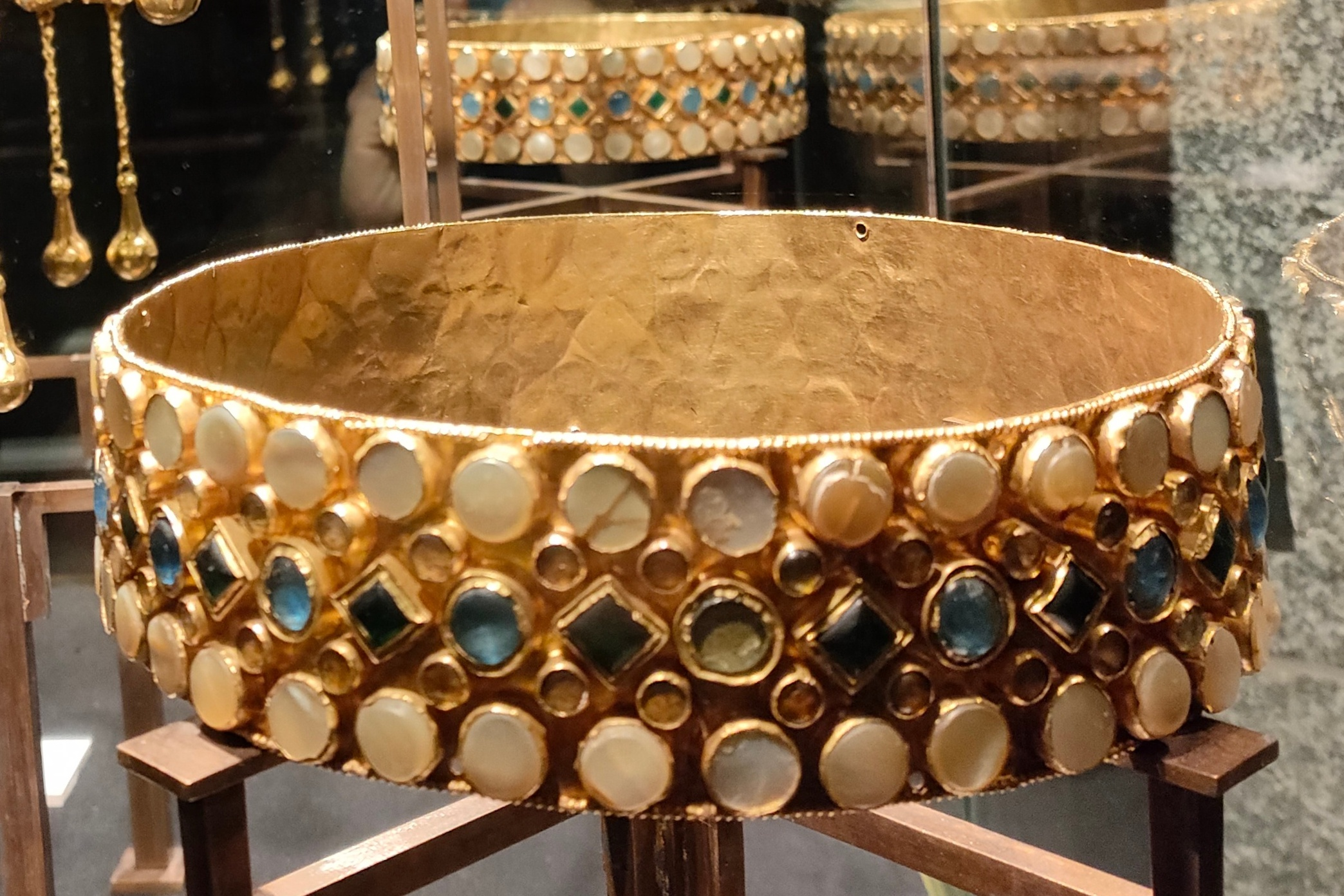
Corona di Teodolinda
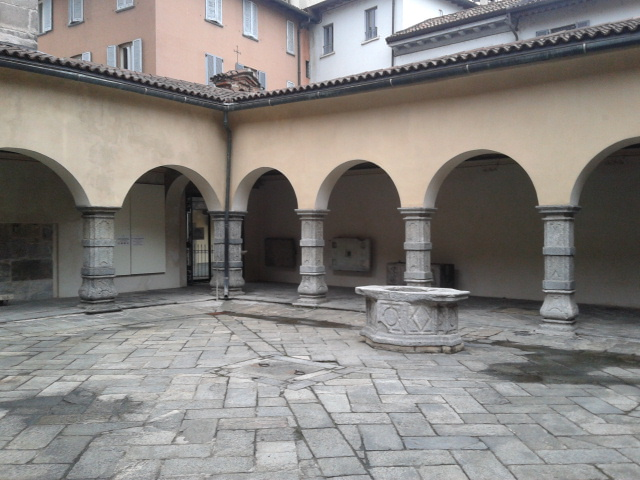
Chiostro Museo del Duomo (1729)
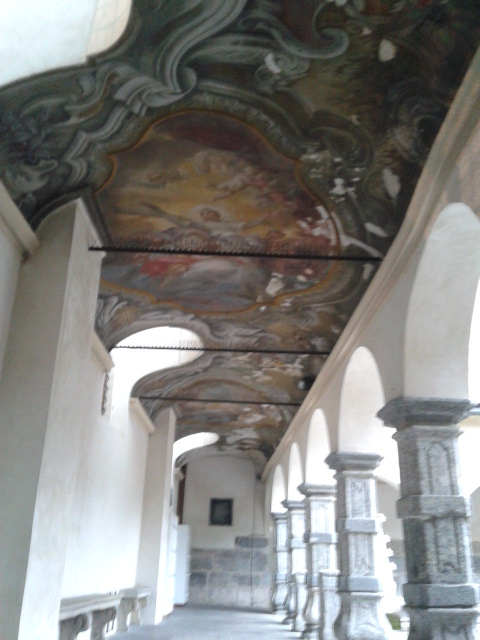
Affreschi del chiostro del Museo del Duomo